# Rapa Daya
Rapa Daya is een bestuurslaag in het regentschap Sampang van de provincie Oost-Java, Indonesië. Rapa Daya telt 2115 inwoners (volkstelling 2010).